# Ministerio de Medio Ambiente y Cambio Climático (Brasil)
El Ministerio del Medio Ambiente de Brasil (en portugués Ministério do Meio Ambiente, sigla MMA) es responsable, básicamente, de la política nacional de Medio ambiente y la Amazonía. La actual ministra del Medio Ambiente es Marina Silva. La sede del Ministerio queda en la Explanada de los Ministerios en Brasilia.

## Historia
Fue creado con la denominación de Ministerio del Desarrollo Urbano y del Medio ambiente el 15 de marzo de 1985, en el gobierno de José Sarney, a través del decreto n.º 91.145.
Anteriormente las atribuciones de esta cartera quedaban a cargo de la Secretaría Especial de Medio ambiente, del entonces denominado Ministerio del Interior de Brasil, creada a través del decreto n.º 73.030, del 30 de octubre de 1973.
En 1990, durante el gobierno Fernando Collor de Mello, el Ministerio del Medio ambiente fue transformado en Secretaría del Medio ambiente, directamente vinculada a la Presidencia de la República. Esta situación fue revertida poco más de dos años después, el 19 de noviembre de 1992, en el gobierno Itamar Franco.
En 1993, fue transformado en Ministerio del Medio ambiente y de la Amazonia Legal y, en 1995, en Ministerio del Medio ambiente, de los Recursos Hídricos y de la Amazonia Legal, adoptando, posteriormente, el nombre de Ministerio del Desarrollo Urbano y del Medio ambiente.
En 1999, en el gobierno Fernando Henrique Cardoso, retornó a la denominación de Ministerio del Medio ambiente.

## Responsabilidades
- Política nacional del medio ambiente
- Programas ambientales para la Amazonia Legal
- Política de los recursos hídricos
- Políticas de preservación, conservación y utilización sostenible de ecosistemas, biodiversidad y florestas
- Políticas para la integración del medio ambiente y producción
- Estrategias para la mejoría de la calidad ambiental y el uso sostenible de los recursos naturales
- Zonificación ecológica-económica

## Órganos subordinados
- Servicio Forestal Brasileño (SFB)

## Órganos vinculados
- Agencia Nacional de Aguas de Brasil (ANA)
- Instituto Brasileño del Medio ambiente y de los Recursos Naturales Renovables (IBAMA)
- Instituto Chico Mendes de Conservación de la Biodiversidad (ICMBio)
- Instituto de Investigaciones Jardín Botânico de Río de Janeiro (JBRJ)
- Compañía de Desarrollo de Barcarena (CODEBAR)